# Sítio Paleontológico de Água Negra
Sítio Paleontológico Água Negra é um sítio arqueológico localizado numa estrada da localidade de Água Negra, no município de São Martinho da Serra, Rio Grande do Sul, Brasil. O sítio está a aproximadamente 8 quilômetros da cidade de Santa Maria.

## Características
O site se localiza na localidade de Água Negra, no município de São Martinho da Serra, estado do Rio Grande do Sul. Na região existem depósitos rochosos que datam do período Triássico, há aproximadamente 225 milhões de anos. O fóssil foi encontrado em uma área com afloramentos rochosos que favorecem a preservação de restos fósseis. A descoberta inicial ocorreu em 1998, sendo descoberto em 2023 um outro juvenil de unaissauro entre as ossadas do indivíduo maior.

## Descoberta do Unaysaurus tolentinoi
O surgimento do parque foi devido à descoberta do unaissauro, Unaysaurus tolentinoi um pequeno dinossauro herbívoro que chegava a ter 80 centímetros de altura e dois metros de comprimento. "Unay" significa "água negra" em tupi, e faz menção à localidade de Água Negra, já "tolentinoi" faz referência ao seu descobridor, Tolentino Flores Malafiga.
Tolentino, em 1998, enquanto caminhava no  percurso entre São Martinho da Serra e Santa Maria, tropeçou em algo que descreveu como “rochas de cor amarronzada”, no entanto, acreditando que aquele objeto poderia ser um achado importante, entrou em contato com pesquisadores da Universidade Federal de Santa Maria (UFSM), que contataram que aquilo era, na verdade, a " carcaça de um animal que morreu numa planície de inundação ou próximo a um canal, e que terminou soterrado”.